# Moe (slang)
Moe (japanska: 萌え, uttalat /mo'e/?) är ett slanguttryck som används inom japansk populärkultur, särskilt med anknytning till anime, manga och liknande gestaltningar. Det är ingen genrebeteckning utan används för att beskriva en känsla eller karaktärsdrag. Det har beskrivits som ”en förfinad pseudokärlek till specifika fiktiva gestalter (inom anime, manga etc) och dess relaterade förkroppsliganden.” Ordet stavas ibland moé, särskilt på engelska (se även stavning av anime).

## Ursprung och betydelse
Ordet är en ordlek som syftar på ett japanskt ord som betyder ”knoppning”. Blomreferensen är således också användbar till syftning på en förpubertal flicka.
Eftersom ordet också är en homonym för ordet för ”bränning” (japanska: 燃え?), spekulerar vissa om att ordet också kan syfta på den brännande passionen för gestalterna ifråga. Ordet har kommit att användas för att beskriva en särskild typ av ”älsklighet” eller ”söt”, främst i samband med fiktiva gestalter.

## Användning
Moe har som begrepp blivit förknippat med 00-talets japanska trend inom anime med bland annat komedier riktade till en äldre målgrupp.